# Viktor Dvirnik
Viktor Dvirnik (Kijev, 28. veljače 1969. - ) umirovljeni je ukrajinski nogometaš, po poziciji napadač.
Karijeru je započeo u drugoj momčadi kijevskog Dinama, nakon čega je igrao za nekoliko ukrajiniskih drugoligaša. 1990. godine odlazi u Slovačku, gdje je jednu sezonu igrao za Inter iz Bratislave. Potom, u vrijeme raspada Čehoslovačke, odlazi igrati dvije sezone za prašku Spartu, gdje je u 41 nastup zabio 13 pogodaka. Također, igrao je i za češki klub Bohemians 1905. 1994. vraća se u Slovačku, gdje jednu sezonu ponovo igra za bratislavski Inter. Kasnije je igrao i u grčkoj Superligi za klub Larissu. Svoju karijeru završio je u Hrvatskoj, gdje je igrao za HNK Suhopolje i NK Istru.